# Herb gminy Żukowice
Herb gminy Żukowice – jeden z symboli gminy Żukowice, ustanowiony 18 czerwca 1998.

## Wygląd i symbolika
Herb przedstawia na tarczy w polu złotym czerwono-złoty fryz arkadowy, a poniżej niego czerwoną fortecę z dwiema wieżami i chorągwiami. Herb wielki gminy zawiera dodatkowo dwa czerwone trzymacze i złotą wstęgę z czerwoną nazwą gminy. 